# Controverses sur le breton
 (janvier 2019).
 (aout 2015).
- Si vous ne connaissez pas le sujet, laissez ce bandeau (vous pouvez alors contacter les auteurs).
- Si vous supprimez le contenu mis en cause (vous pouvez préalablement contacter les auteurs),

argumentez précisément cette suppression dans la page de discussion
(un manque de référence n'est pas un argument ; une recherche réelle de référence doit avoir été effectuée, être formellement documentée).
La langue bretonne suscite plusieurs controverses qu'elles soient internes aux bretonnants, souvent anciennes et portant notamment sur l'orthographe, la prononciation, l'enseignement, la littérature, les écrivains, l'importance de la télévision, les néologismes ou l'avenir de la langue ; ou qu'elles soient alimentées par des opposants à la langue bretonne, pour des motifs linguistiques, sociaux ou politiques.
Ces controverses et leurs composantes complexes animent le monde culturel breton depuis longtemps.

## Unification du breton

### Unification de l'orthographe du breton
L'absence d'orthographe unifiée a longtemps servi de prétexte à l'impossibilité d'organiser l'enseignement du breton[réf. nécessaire].

### Polémique sur l'usage du terme « néo-breton »
Les efforts d'unifications du breton (peurunvan) se définissent principalement comme portant sur l'écriture et l'orthographe, avec l'hypothèse que la langue elle-même est relativement homogène et unie. Les parlers locaux possèdent néanmoins des particularités. Lorsque la langue est enseignée ou écrite, elle tend vers une standardisation, une unification, voire une reconstruction à partir de sources variées, et perd dans une certaine mesure son lien avec ces parlers locaux diversifiés.
Le terme néo-breton est employé dans ce cas de façon essentiellement péjorative, pour qualifier le breton parlé par des personnes n'ayant pas appris le breton comme langue maternelle, mais dans les écoles ou les stages, qu'il s'agisse d'enfants ou d'adultes.
Pour ses détracteurs – notamment Jean Le Dû et Yves Le Berre –, le « néo-breton » s'oppose à la langue traditionnelle. Ils lui reprochent d'être artificiel, exagérément puriste et éloigné de la réalité du breton parlé. 
Ce reproche se base principalement sur l'origine de l'orthographe unifiée du breton, créée en 1941 par Roparz Hemon[réf. nécessaire]. 
Certains organismes ou personnes sont désignés[réf. nécessaire] comme pratiquant le néo-breton de façon quasiment systématique (Guy Étienne, Saded, Preder, Imbourc'h, ou encore certains auteurs de logiciels en breton, Ofis ar Brezhoneg, Skol an Emsav, etc.) Cependant ces organismes parlent de leur breton sans employer le terme « néo-breton » mais celui de « breton unifié » ou de breton « peurunvan » (parfaitement unifié)[réf. nécessaire].
Personne ne se réclame du « néo-breton » ni d'une langue bretonne coupée du vivier des locuteurs natifs. Certains voient dans le « néo-breton » plus un concept sociologique d'opposition qu'une véritable langue. 
En français, le mot « néo-breton » n'existe que dans un sens péjoratif : il est employé dans les reproches aux volontés d'harmonisation ou de modernisation du breton, tant sur le plan de la graphie, du vocabulaire, de la syntaxe que de la grammaire ; en anglais, le terme « néo-breton » est plus neutre, car il désigne le breton appris par toute personne n'ayant pas le breton comme langue maternelle.

## Controverse sur Roparz Hemon
Dans les années 1930, les Bretons passaient au français pour deux raisons : 
- C'était pour eux une langue universelle, celle de l'Empire colonial  et de son armée (sortie victorieuse d'une guerre mondiale), la seule permettant de communiquer entre eux en effaçant l'obstacle des variétés dialectales de leur langue natale ;
- C'était le moyen de communiquer avec les autres Français à la suite du brassage national accéléré par la Première Guerre mondiale.

Roparz Hemon reprit alors l'idée des nationalistes bretons du XIXe siècle de créer une langue bretonne écrite unique, s'inspirant des modèles des renaissances culturelles des pays d'Europe de l'Est.
Pour ses défenseurs[Qui ?], il s'agit d'élever le niveau culturel en langue bretonne, à partir d'un travail sur les différents dialectes, comme le démontre le recueil republié par Embannadurioù Hor Yezh et où Roparz Hemon a recueilli les expressions du parler populaire. D'ailleurs, le « travail linguistique monumental, qui aboutit à l'orthographe unifiée du breton » est reconnu par les tenants des deux positions. Ils dénoncent l'assimilation avec le nazisme arguant du fait qu'à l'époque la plupart des personnalités en vue ont été marquées par la collaboration sans que cela entache forcément leur réputation et que les caractéristiques nazis du zh, déjà utilisé par Luzel, ne sont pas encore prouvées.
D'après ses détracteurs[Qui ?], le breton se veut « la nouvelle langue universelle du pays » dont le but serait de « remplacer en quelques générations le français ». Ils comparent le travail de Roparz Hemon à la création d'une sorte de « novlangue » synthétique : disparition des mots d'origine française, enrichissement par des mots celtiques, majoritairement d'origine galloise. Ils estiment que cette construction rappelle celle de l'espéranto, langue très en vogue à l'époque où François Vallée et Meven Mordiern se mirent à forger des néologismes. Et l'assimilent parfois à la réussite du renouveau de l'hébreu. Ils accusent aussi ce projet d'être élitiste, refusant les « expressions du parler populaire » breton en s'appuyant notamment sur le fait que ce système linguistique a été soutenu par la suite par le département de celtique de l’université de Rennes II, arguant que l'Université de Brest soutiendrait « un système linguistique » plus politiquement correct. L'usage même du terme « système linguistique » reste polémique. Ses détracteurs s'appuient aussi sur le parcours politique de son créateur Roparz Hemon pendant la Seconde Guerre mondiale qui reste marqué par la collaboration avec l'occupant nazi.

## Enseignement
Françoise Morvan dénonce un « système paradoxal » où Rennes deviendrait la base militante d'un breton « artificiel », au détriment de la Bretagne bretonnante de l'ouest où l'on étudie, à l'université de Brest notamment, et où l'on parle encore les dialectes bretons. Ses détracteurs lui opposent que Rennes est une ville où les bretonnants ont toujours pratiqué le breton sans attendre qu'il soit enseigné à l'université depuis la fin du XIXe siècle. Cette vision amène une sorte de frontière linguistique figée à l'aube du XXe siècle, séparant la Bretagne de l'est de celle de l'ouest.
Elle avance également que le peu d'enfants scolarisés en breton (environ 1 % des jeunes Bretons) apprendraient une langue mal comprise des derniers bretonnants natifs (environ 100 000) parlant encore leurs dialectes familiaux.
« En voulant faire du breton un substitut du français les militants bretons l’ont voué à disparaître – car pourquoi se vouer à l’apprentissage d’un substitut aussi rébarbatif, « mélange d’emprunts gallois et de néologismes, véritable sanskrit d’initiés », comme l'écrivait Christian J. Guyonvarc'h » (Le Monde comme si, page 16).
Cette vision alimente encore la polémique que certains voient comme une lutte entre deux écoles qui se réclament toutes les deux d'une culture bretonne authentique (la culture liée à la langue que parlent les locuteurs natifs et la culture liée à la langue des militants et des apprenants). L'affaire Françoise Morvan/Pêr Denez est l'exemple type de cette opposition (voir leur querelle autour de la thèse de Françoise Morvan sur François-Marie Luzel). 
Les détracteurs de Françoise Morvan voient dans son ouvrage Le Monde comme si une façon de suggérer que le breton et son enseignement ne méritent pas le soutien des autorités, que tous les efforts financiers dans le domaine culturel doivent être réservés à la culture francophone et que les militants du breton sont dénoncés comme étant les propres ennemis de leur langue, que l'État est en train d'essayer de la sauver à leur place et malgré eux. 
Les défenseurs de la vision opposée dénoncent l'instrumentalisation du breton par les mouvements autonomistes qui a créé une langue artificielle, coupée du breton traditionnel et qui tente de se substituer à lui. Ils estiment que le breton « traditionnel » est très éloigné du français dans sa syntaxe et son expression, mais qu'il emprunte naturellement, par évolution du langage, nombre de mots au français (l'emprunt au français est très ancien, voir le Catholicon (dictionnaire)).

## Autres considérations
En opposition, d'autres affirment qu'il n'existe pas deux ou trois langues bretonnes, mais plusieurs variétés de langue, en breton comme en français ou en anglais. Ils relèvent que le breton a eu un vocabulaire très riche dans une Bretagne monolingue bretonnante, mais qu'il va en s'appauvrissant surtout depuis les années 1950. 
Ils reprochent aux tenants de la langue exclusivement traditionnelle de vouloir valoriser les différences linguistiques (même les plus légères), basées sur le parler cantonal, horizon difficilement compatible avec le mode de vie du XXIe siècle. Cette différence est exacerbée par ceux qui s'opposent à l'enseignement et à la diffusion du breton (argument qui a servi pour s'opposer à l'enseignement du breton avant le vote de la loi de 1951) et obligeant à une bonne connaissance de la langue populaire.
Ce breton dit « populaire » (le plus dialectal et le plus localisé possible) ne serait donc que parlé et impossible à enseigner ou à écrire. Pour eux, il est donc logique qu'on enseigne un breton « écrit standard » dans les écoles et on utilise un breton « soutenu » dans la littérature pour le journalisme.
Le principal reproche qu'ils font à la controverse sur le néo-breton est d'alimenter le combat des opposants (avoués ou non) à l'enseignement du breton, et la volonté délibérée de diaboliser les défenseurs du breton en les qualifiant de « militants », « nationalistes », « communautaristes ». Plutôt que de nourrir indéfiniment les controverses qui incitent les bretonnants à s'entre-déchirer, ils préconisent d'unir les forces à améliorer le niveau général de la langue. 
Certains militants de la langue estiment, en la parlant, l'enseignant, l'écrivant et la diffusant, qu'ils combattent efficacement la politique linguistique de l'État qui œuvre, selon eux, à la disparition du breton.

## Formation de mots
Les tenants du breton traditionnel notent que le vieux breton a laissé un vocabulaire qui sert de nos jours à produire des termes en breton dans le domaine de la philosophie et des sciences humaines. Cependant, ces mots sont souvent jugés incompréhensibles et certains considèrent qu'il serait plus approprié d’adapter des termes empruntés à d’autres langues comme le français, tout comme l’anglais, le français et l’allemand s’empruntent mutuellement des termes techniques nouveaux.

À cela, d'autres répondent que les mots spécialisés sont peu compréhensibles quelle que soit la langue puisqu'ils nécessitent des connaissances spécifiques, donc peu répandues, et que les deux processus (création de mots par emprunt ou par construction de néologismes) coexistent.

## Emprunt aux langues étrangères
Au moins deux positions existent à ce sujet, où là encore les clivages idéologiques sont primordiaux.
Les tenants du breton populaire constatent que ce breton ne dédaigne pas l’emprunt au français. Le breton, comme toutes les langues du monde, a toujours fait des emprunts aux langues voisines : latin, puis ancien français, moyen français et français moderne. La majorité des emprunts sont méconnaissables à présent car ils ont évolué selon la phonétique et la morphologie originales du breton. De même, le vocabulaire de cette langue reste en majorité celtique, sa phonétique n'est pas celle du français (en particulier son accentuation et sa ligne mélodique), sans parler de sa syntaxe très originale et de ses tournures idiomatiques extrêmement éloignées de celles du français.
Ils reprochent au breton utilisé et diffusé par le mouvement breton en revanche de refuser tout emprunt visible au français : plusieurs  commissions constituées de spécialistes  se sont chargées de créer des mots nouveaux, préférant « toujours » (d'après leurs détracteurs), l'emprunt au gallois (langue celtique historiquement proche) voire à l'irlandais (avec lequel la parenté est beaucoup plus lointaine) à l'emprunt au français, pourtant, d'après eux, plus « logique » et « historiquement naturel ».
Selon un autre raisonnement, le breton est une langue celtique, et donc en droit d'emprunter comme il l'entend dans son patrimoine celtique « historiquement naturel ». Les tenants de ce raisonnement ne voient pas en quoi l'emprunt au français serait seul « logique et naturel », ils estiment que les emprunts au français sont seulement plus faciles, et même idéologiques, car « républicainement corrects ». Pour eux, cette crispation sur le gallois est déplacée car les « Gallois » sont en fait les Bretons d'origine qui sont restés sur l'île de Bretagne en conservant leur langue bretonne.
Les tenants du pragmatisme concernant le vocabulaire scientifique (dont l'association Kreizenn Ar Geriaouiñ) récusent ces positions idéologiques focalisées sur la place des emprunts français dans la langue. En effet, le fondement premier de tout vocabulaire scientifique est de transmettre des concepts et des notions validées par la communauté scientifique internationale au long de son histoire. La création de nouveaux termes scientifiques en breton peut se faire par dérivation à partir du corpus de la langue, si cela n'entraîne aucune ambiguïté dans la transmission des concepts. Si cela s'avère impossible, il est recommandé d'emprunter les racines inter-langues de la communauté scientifique internationale, comme le font la plupart des autres langues, y compris celtiques, sans dénaturer l'originalité intrinsèque de la langue.

## Niveaux de langue
A contrario, certains soulignent que le niveau de langue connu des locuteurs natifs est de plus en plus pauvre et qu'ils savent rarement écrire la langue qu'ils parlent, du fait qu'ils ont abandonné le breton dès l'âge de sept ans (scolarisation) et que leurs parents bien souvent les encourageaient à apprendre le français en abandonnant le breton. La caution des locuteurs natifs, bien que nécessaire, est donc à respecter tout en prenant de nombreuses précautions élémentaires.

## Prononciation
Du point de vue de la syntaxe et des modes d'expression, on reproche à certains néo-bretonnants de calquer inconsciemment leur breton sur le français, ce qui le rend difficile à comprendre. Cela provient du fait qu'ils ont « mal appris » à parler le breton, c'est-à-dire  qu'il l'ont fait trop à partir de l'écrit, et qu'ils le prononcent en suivant le système phonétique français. 
En réponse, on peut dire qu'il est normal que le breton prononcé avec un fort accent français soit difficilement compréhensible aux bretonnants de naissance, de même que n'importe quelle langue étrangère prononcée par un Français débutant qui aura donc un fort accent français. Mais c'est une faiblesse qui se corrige avec la pratique, au contact de locuteurs de meilleur niveau. Le breton n'est pas plus inaccessible qu'une autre langue.